# Chutory (obwód czerkaski)
Chutory (ukr. Хутори) – wieś na Ukrainie, w obwodzie czerkaskim, w rejonie czerkaskim, w hromadzie Czerwona Słoboda. W 2001 liczyła 2422 mieszkańców, spośród których 2308 wskazało jako ojczysty język ukraiński, 97 rosyjski, 2 mołdawski, 1 bułgarski, 7 białoruski, 1 gagauski, a 6 inny.